# Casa Enric Pérez
Casa Enric Pérez és una obra del municipi de la Garriga (Vallès Oriental) inclosa en l'Inventari del Patrimoni Arquitectònic de Catalunya.

## Descripció
Edifici civil com a habitatge aïllat de composició simètrica. Consta de planta baixa i pis. Com a element característic cal destacar el pòrtic d'entrada, amb clars elements i motius del renaixement italià. La coberta és de faldons amb teula àrab. Les obertures estan encerclades amb peces de terracota. A les cantonades hi ha un estuc carreuat.